# Gilberto di Borbone-Montpensier
Gilberto di Borbone, o Gilberto di Montpensier (1443 circa – Pozzuoli, 5 ottobre 1496), fu conte di Montpensier, delfino d'Alvernia e conte di Clermont-en-Auvergne dal 1486, e viceré di Napoli dal 1495 fino alla sua morte.

## Origine
Secondo lo storico e genealogista francese, Pierre de Guibours (detto Père Anselme de Sainte-Marie o più brevemente Père Anselme) Gilberto era il figlio primogenito del conte di Montpensier, delfino d'Alvernia, signore di Mercœur e di Combrailles, conte di Clermont e di Sancerre, Luigi I e della sua seconda moglie, Gabrielle de La Tour d'Auvergne, figlia del signore de La Tour e conte d'Alvernia e conte di Boulogne, Bertrando V de La Tour e di Jacquette du Peschin.

Luigi I di Montpensier, ancora secondo Père Anselme, era il figlio terzogenito del quarto duca di Borbone, Giovanni I e della sua terza moglie, la duchessa d'Alvernia e contessa di Montpensier, Maria di Berry, figlia di Giovanni di Francia, duca di Berry, e della sua prima moglie, Giovanna d'Armagnac.

## Biografia
Mentre suo padre era in vita, Gilberto detenne i titolo di comte-dauphin (conte-delfino).
Nel 1467, Gilberto partecipò agli Stati generali tenutisi a Tours.
Nel 1470, il re di Francia, Luigi XI, nominò Gilberto luogotenente generale del suo esercito vivendo le prime esperienze di guerra contro Carlo il Temerario, combattendo a Buffi e a Cluny.
Dopo la morte del re di Francia, Luigi XI, avvenuta nel 1483, Gilberto rimase fedele alla reggente del regno di Francia, Anna di Beaujeu anche durante la Guerre folle, combattendo, nel 1487, contro Francesco II di Bretagna, e, due anni dopo, si impegnò nel Rossiglione contro gli aragonesi di Ferdinando II.
Suo padre, Luigi morì nel maggio 1486 e fu inumato nella cappella di San Luigi ad Aigueperse, da lui fondata; Gilberto gli succedette come Delfino d'Alvernia e Conte di Montpensier.
Dopo che il nuovo re di Francia Carlo VIII, nel 1491, era subentrato alla reggenza della sorella, Anna di Beaujeu, Gilberto venne nominato governatore del Poitou, e poi nel 1494, governatore di Parigi e de l'Ile de France.
Infine, nel settembre 1494, accompagnò il re di Francia Carlo VIII nella prima delle Guerre Italiane del Rinascimento, e, come comandante dell'avanguardia, partecipò alla conquista del regno di Napoli; Napoli fu conquistata nel febbraio 1495, e, dopo che Carlo VIII, nel mese di maggio, lasciò il regno di Napoli per tornare in Francia, Gilberto restò a Napoli come viceré e fu nominato arciduca di Sessa; come viceré non seppe mantenere la disciplina alle sue truppe, permettendo loro di abusare della popolazione, specialmente nei riguardi delle donne.
Gilberto dovette difendere il regno dal ritorno del re titolare di Napoli, Ferdinando II, che aveva l'aiuto di suo cugino, il re d'Aragona, Ferdinando II; nonostante la vittoria di Seminara, della fine di giugno 1495, i francesi finirono assediati nei due castelli di Napoli (Castel dell'Ovo ed il Maschio Angioino); Gilberto, che si era ritirato nel Maschio Angioino, resistette per cinque mesi, arrendendosi l'otto dicembre; Gilberto continuò a combattere, ritirandosi ad Atella, dove fu nuovamente assediato e, ad agosto 1496, dovette arrendersi, anche a causa di una epidemia che aveva colpito il suo esercito (vi è il sospetto che si trattò di avvelenamento), con l'accordo di poter imbarcare il suo esercito per il rientro in Francia.
Gilberto morì il 5 ottobre 1496, a Pozzuoli della stessa febbre che aveva decimato il suo esercito, in attesa di essere imbarcato, e lì fu sepolto nella chiesa dei Santi Francesco e Antonio; in un secondo tempo le sue spoglie furono trasferite nella cappella di San Luigi ad Aigueperse; come Delfino d'Alvernia e Conte di Montpensier gli succedette il figlio maschio primogenito Luigi, come Luigi II.

## Matrimonio e Discendenza
Gilberto aveva sposato il 25 febbraio 1481 a Mantova Chiara Gonzaga, figlia di Federico I Gonzaga e di Margherita di Baviera.
Gilberto da Chiara ebbe sei figli:
- Luisa (1482 – 1561), duchessa di Montpensier, delfina di Alvernia, moglie di Andrea III di Chauvigny e poi di Luigi di Borbone-Vendôme[3];
- Luigi II (1483 – 1501), conte di Montpensier e delfino d'Alvernia[3];
- Carlo (1490 – 1527), duca di Borbone[3], conte di Montpensier e connestabile di Francia;
- Francesco (1492 – 1515), duca di Châtellerault[3];
- Renata (1494 – 1539), dama di Mercœur, sposa di Antonio di Lorena (1489 – 1544)[9];
- Anna (aprile 1496 – 1510), morta in Spagna, dove, nel 1505, era andata al seguito di Germana de Foix, dopo che il 19 ottobre 1505 aveva sposato il re d'Aragona, Ferdinando II[10].

## Ascendenza
|                                 |                         |                     | Genitori                       |  |  | Nonni |  |  | Bisnonni            |  |  | Trisnonni           |  |
|                                 |                         |                     |                                |  |  |       |  |  | Luigi II di Borbone |  |  | Pietro I di Borbone |  |
|                                 |                         |                     |                                |  |  |       |  |  | Luigi II di Borbone |  |  | Pietro I di Borbone |  |
|                                 |                         | Isabella di Valois  |                                |  |  |       |  |  | Luigi II di Borbone |  |  |                     |  |
| Giovanni I di Borbone           |                         |                     |                                |  |  |       |  |  | Luigi II di Borbone |  |  |                     |  |
|                                 |                         | Anna di Forez       | Berardo II delfino d'Alvernia  |  |  |       |  |  |                     |  |  |                     |  |
|                                 |                         | Anna di Forez       | Berardo II delfino d'Alvernia  |  |  |       |  |  |                     |  |  |                     |  |
|                                 |                         | Anna di Forez       | Giovanna di Forez              |  |  |       |  |  |                     |  |  |                     |  |
| Luigi I di Montpensier          |                         | Anna di Forez       |                                |  |  |       |  |  |                     |  |  |                     |  |
|                                 |                         | Giovanni di Valois  | Giovanni II di Francia         |  |  |       |  |  |                     |  |  |                     |  |
|                                 |                         | Giovanni di Valois  | Giovanni II di Francia         |  |  |       |  |  |                     |  |  |                     |  |
|                                 |                         | Giovanni di Valois  | Bona di Lussemburgo            |  |  |       |  |  |                     |  |  |                     |  |
| Maria di Berry                  |                         | Giovanni di Valois  |                                |  |  |       |  |  |                     |  |  |                     |  |
|                                 |                         | Giovanna d'Armagnac | Giovanni I d'Armagnac          |  |  |       |  |  |                     |  |  |                     |  |
|                                 |                         | Giovanna d'Armagnac | Giovanni I d'Armagnac          |  |  |       |  |  |                     |  |  |                     |  |
|                                 |                         | Giovanna d'Armagnac | Beatrice di Clermont           |  |  |       |  |  |                     |  |  |                     |  |
| Gilberto di Borbone-Montpensier |                         | Giovanna d'Armagnac |                                |  |  |       |  |  |                     |  |  |                     |  |
|                                 | Bertrando IV di La Tour | Guido de La Tour    |                                |  |  |       |  |  |                     |  |  |                     |  |
|                                 | Bertrando IV di La Tour | Guido de La Tour    |                                |  |  |       |  |  |                     |  |  |                     |  |
|                                 | Bertrando IV di La Tour | Marthe de Beaufort  |                                |  |  |       |  |  |                     |  |  |                     |  |
| Bertrando V di La Tour          | Bertrando IV di La Tour |                     |                                |  |  |       |  |  |                     |  |  |                     |  |
|                                 |                         | Maria I d'Alvernia  | Goffredo d'Alvernia            |  |  |       |  |  |                     |  |  |                     |  |
|                                 |                         | Maria I d'Alvernia  | Goffredo d'Alvernia            |  |  |       |  |  |                     |  |  |                     |  |
|                                 |                         | Maria I d'Alvernia  | Giovanna di Ventadour          |  |  |       |  |  |                     |  |  |                     |  |
| Gabriella di La Tour d'Auvergne |                         | Maria I d'Alvernia  |                                |  |  |       |  |  |                     |  |  |                     |  |
|                                 |                         | Luigi dello Peschin | Inbalt dello Peschin           |  |  |       |  |  |                     |  |  |                     |  |
|                                 |                         | Luigi dello Peschin | Inbalt dello Peschin           |  |  |       |  |  |                     |  |  |                     |  |
|                                 |                         | Luigi dello Peschin | Bianca Le Bouteiller di Senlis |  |  |       |  |  |                     |  |  |                     |  |
| Giacomina dello Peschin         |                         | Luigi dello Peschin |                                |  |  |       |  |  |                     |  |  |                     |  |
|                                 |                         | Yseul di Sully      | Guglielmo di Sully             |  |  |       |  |  |                     |  |  |                     |  |
|                                 |                         | Yseul di Sully      | Guglielmo di Sully             |  |  |       |  |  |                     |  |  |                     |  |
|                                 |                         | Yseul di Sully      | Yseul di Céris                 |  |  |       |  |  |                     |  |  |                     |  |
|                                 |                         | Yseul di Sully      |                                |  |  |       |  |  |                     |  |  |                     |  |